# La Font de la Pineda (Riells del Fai)
La Font de la Pineda és una de les masies del poble de Riells del Fai, en el terme municipal de Bigues i Riells, al Vallès Oriental.
Fou construïda al nord-oest del terme i del poble al qual pertany, del qual és molt a prop. Es troba a l'esquerra i a ran del Tenes, al costat d'una font que li dona el nom: la Font de la Pineda. Antigament era una masoveria de la Pineda, al nord-oest de la qual es troba. També és al sud de la Madella, i a prop i a ponent de Can Jaume.
L'edifici actual és la reforma d'una construcció anterior, duta a terme a començaments del segle xx. És quadrada i de dues plantes, amb ampliacions posteriors per al seu ús com a restaurant. La façana principal té al capdamunt un acroteri rere el qual es troba la coberta de dos vessants. L'obra inicial cerca la simetria, i s'observen a la façana tres panys, separats per maons fent de marc, repartiment que també es dona amb les obertures a l'exterior, i amb un sòcol de pedra al capdavall. Tot plegat situa la construcció dins de les masies d'inicis del segle xx, d'obra popular.
En l'actualitat la Font de la Pineda és un restaurant que duu el nom de la masia principal a la qual pertanyia: la Pineda.
A ponent de la Font de la Pineda s'estén el Bac de la Pineda.